# Раєвка (Стерлібашевський район)
Ра́євка (рос. Раевка, башк. Раевка) — присілок у складі Стерлібашевського району Башкортостану, Росія. Входить до складу Кабакуської сільської ради.
Населення — 53 особи (2010; 63 в 2002).
Національний склад:
- башкири — 90%